# Стрезово
Стрезово (на гръцки: Αργυρούπολη, Аргируполи, до 1926 година Στρέζοβο, Стрезово) е село в Егейска Македония, Гърция, дем Кукуш, област Централна Македония с 591 жители (2001).

## География
Селото е разположено на около 5 километра източно от град Кукуш (Килкис).

## История

### В Османската империя
В XIX век Стрезово е предимно българско село в каза Аврет Хисар (Кукуш) на Османската империя. В „Етнография на вилаетите Адрианопол, Монастир и Салоника“, издадена в Константинопол в 1878 година и отразяваща статистиката на населението от 1873 година, Стрезово (Strezovo) е посочено като селище в каза Аврет Хисар (Кукуш) с 35 домакинства, като жителите му са 163 българи.
Според статистиката на Васил Кънчов („Македония. Етнография и статистика“) в 1900 година Стрезово е село в Кукушка каза със 135 жители българи християни и 20 цигани.
Населението на селото е под върховенството на Българската екзархия. По данни на секретаря на Екзархията Димитър Мишев („La Macédoine et sa Population Chrétienne“) в 1905 година Стрезово (Strezovo) е село в Кукушка каза с 200 души българи екзархисти.
При избухването на Балканската война в 1912 година двама души от Стрезово са доброволци в Македоно-одринското опълчение.

### В Гърция
В 1913 година селото попада в Гърция. Населението му се изселва в България и на негово място са настанени гърци бежанци. През 1926 години селото е прекръстено на Аргируполи. В 1928 година селото е изцяло бежанско със 78 семейства и 262 жители бежанци.

## Личности
Родени в Стрезово
- Насо Г. Мицев (Мицов, 1894 – ?), македоно-одрински опълченец, Кукушката чета, 4 рота на 13 кукушка дружина[8]
- Петър Ичков Златарчето (1901 – 1923), изселен в 1913 година в Горна Джумая, златар с комунистически убеждения, член на БКМС в Горна Джумая от основаването му, участник в Септемврийското въстание с Горноджумайския отряд, след разбиването на отряда край река Ковачица в Рила е пленен и след двудневни мъчения е убит на 27 септември в Бачиново[9]
- Трайко Митев (Трайчо Митров), македоно-одрински опълченец, 4 рота на 3 солунска дружина, ранен на 18 юни 1913 година[10]